# Bulbophyllum ciliipetalum
Bulbophyllum ciliipetalum là một loài phong lan thuộc chi Bulbophyllum.